# Кокуфу (река)
Кокуфу или Конокава (яп. 国府川 кокуфу-гава) — река в Японии на острове Садо (префектура Ниигата).
Длина реки составляет 19 км. Площадь водосборного бассейна — 175,6 км².
Исток реки находится под горой Одзи (или Оти, 大地山, 646 м) или под горой Куними (国見山). Кокуфу течёт по равнине в северо-западном направлении, потом поворачивает на юго-запад и объединяется с реками Оно (大野川), Симбо (新保川), Ниибо (新穂川), Огура (小倉川) и Тоцу (藤津川). Ниже она течёт через Яхата и Мано и впадает в Японское море.
Среднегодовая норма осадков — 1400—1600 мм.